# Enrique Arce
 (mars 2018).
Enrique Javier Arce Temple, né le 8 octobre 1972 à Valence, est un acteur espagnol de télévision et de cinéma.
Il est notamment connu internationalement pour son rôle d'Arturo Román dans la série La casa de papel de 2017 à 2020.

## Carrière
Il est d'abord allé à l'université pour étudier le droit, mais a arrêté ses études au cours de sa quatrième année. Il a alors remporté Ellos i Elles, une émission de télévision valencienne sur Canal Nou, et a utilisé les 2 millions de pesetas (environ 10 000 £ / 15 000 $) pour payer ses études à l'American Academy of Dramatic Arts. Il a fait ensuite carrière en Espagne et à l'étranger. 

## Vie privée
Il a été marié à l'actrice Christina Peña et est désormais le petit ami de la nageuse olympique Gemma Mengual.

## Filmographie

### Cinéma

#### Longs métrages
- 1999 : Le Cœur du guerrier (El corazón del guerrero) de Daniel Monzón : Enrique Krauel
- 2000 : Menos es más de Pascal Jongen : Víctor
- 2000 : Hollywood liste rouge (One of the Hollywood Ten) de Karl Francis (en) : José
- 2002 : Fidel de David Attwood : Rafael
- 2003 : Beyond Re-Animator de Brian Yuzna : Cabrera
- 2005 : Schubert de Jorge Castillo : Pedro
- 2008 : Manolete de Menno Meyjes : Représentant de L.M. Dominguín
- 2008 : Arte de Roubar de Leonel Vieira (en) : Jesus Fuentes
- 2010 : 9 Meses de Miguel Perelló : Fernando
- 2018 Bad Investigate
- 2019 : Terminator: Dark Fate de Tim Miller : Vicente Ramos
- 2020 : Rifkin's Festival de Woody Allen : Tomas Lopez
- 2022 : On the Line de Romuald Boulanger : Tony
- 2023 : Murder Mystery 2 de Jeremy Garelick : Francisco
- 2023  : Lee Miller : Pablo Picasso
- 2025 : Bad Influence (Mala influencia) de Chlóe Wallace : Bruce

#### Courts métrages
- 2001 : Cachito mío
- 2003 : Gris
- 2004 : ¿Y si hacemos un trío?
- 2005 : Cuco Gomez-Gomez Is Dead!
- 2006 : Matando al gato

### Télévision

#### Rôles récurrents
- 1999 : Petra Delicado
- 2000–2001 : Periodistas
- 2001–2002 : As Javier Quevedo.
- 2006 : Tirando a dar
- 2007 : Génesis: En la mente del asesino
- 2008 : Sin tetas no hay paraíso
- 2008 : Singles
- 2010 : Tarancón. El quinto mandamiento
- 2010–2011 Física o Química
- 2012 : Amar en tiempos revueltos
- 2012 : El tiempo entre costuras
- 2012 : L'Alqueria Blanca
- 2017-2021: La Casa de Papel
- 2019 : Toy Boy (série télévisée)

#### Rôles épisodiques
- 1997 : Al salir de clase
- 2000 : Policías, en el corazón de la calle
- 2003 : Una nueva vida
- 2006 : Cuéntame cómo pas
- 2007 : R.I.S. Científica
- 2007–2008 : Cuestión de sexo
- 2017 : ‘’Knightfall’’

## Théâtre
- La Célestine (La Celestina), by Joaquín Vida.
- Noces de sang (Bodas de sangre), by Jaime Puyol.
- Cuando llegue tu momento, by Victoria Salvador.
- Comme il vous plaira (Como gustéis), by Vicente Ganoves.
- Every year at Carnival, by David Zarko.
- The cashier, by Bob Verllaqui.
- Cat among the pigeons, by Ray Yeates.
- Othello ou  le Maure de Venise (Otelo), by Thelma Carter.
- Danny and the deep blue see, by Peter Jensein.
- Journey of the firth horse, by Mary Ethel Schmitt.
- La cándida Erendira, by Jorge Alí Triana.
- Bodas de sangre, by René Buch.
- La vie est un songe (La vida es sueño), by René Buch.
- A doctor's call, by Michael J. Narváez.
- Le Lion en hiver (en) (El león en invierno) (2007) de James Goldman, by Juan Carlos Pérez de la Fuente.
- Don Juan, el burlador de Sevilla, by Emilio Hernández.
- Juegos de Hollywood, by Fermín Cabal.